# توماس فرنسيس ميرفي
توماس فرنسيس ميرفي (بالإنجليزية: Thomas Francis Murphy)‏ هو قاضي ومحامي أمريكي، ولد في 3 ديسمبر 1905، وتوفي في 26 أكتوبر 1995 في Salisbury, Connecticut ‏ في الولايات المتحدة.